# Clematis ulbrichiana
Clematis ulbrichiana är en ranunkelväxtart som beskrevs av Pilger. Clematis ulbrichiana ingår i släktet klematisar, och familjen ranunkelväxter. Inga underarter finns listade i Catalogue of Life.